# Luis Ostos
Pour les articles homonymes, voir Ostos.
José Luis F. Ostos Cruz (né le 9 août 1992, district de Uchiza, province de Tocache) est un athlète péruvien, spécialiste du fond.
Il détient le record national du 10 000 m, en moins de 28 min (27 min 53 s 58), obtenu le 5 mai 2017 à Palo Alto.

## Palmarès
| Date | Compétition                    | Lieu     | Résultat | Épreuve       | Performance     |
| ---- | ------------------------------ | -------- | -------- | ------------- | --------------- |
| 2015 | Championnats d'Amérique du Sud | Lima     | 3e       | 10 000 m      | 28 min 43 s 10  |
| 2017 | Championnats d'Amérique du Sud | Luque    | 2e       | 10 000 m      | 29 min 06 s 74  |
| 2018 | Championnats ibéro-américains  | Trujillo | 3e       | 5 000 m       | 13 min 48 s 57  |
| 2019 | Jeux panaméricains             | Lima     | 3e       | 5 000 m       | 13 min 54 s 43  |
| 2022 | Championnats ibéro-américains  | La Nucia | 1er      | Semi-marathon | 1 h 4 min 46 s  |
| 2023 | Jeux panaméricains             | Santiago | 3e       | Marathon      | 2 h 12 min 34 s |

## Records
| Épreuve       | Performance         | Lieu      | Date         |
| ------------- | ------------------- | --------- | ------------ |
| 5 000 m       | 13 min 39 s 08      | Portland  | 12 juin 2016 |
| 10 000 m      | 27 min 53 s 58 (NR) | Palo Alto | 5 mai 2017   |
| Semi-marathon | 1 h 3 min 9 s       | Valence   | 24 mars 2018 |